# Coli
Coli é uma comuna italiana da região da Emília-Romanha, província de Piacenza, com cerca de 1.075 habitantes. Estende-se por uma área de 72 km², tendo uma densidade populacional de 15 hab/km². Faz fronteira com Bettola, Bobbio, Corte Brugnatella, Farini, Ferriere, Travo.

## Demografia
| Variação demográfica do município entre 1861 e 2011                               |
|                                                                                   |
| Fonte: Istituto Nazionale di Statistica (ISTAT) - Elaboração gráfica da Wikipedia |